# Черінько Іван Іванович
Іва́н Іва́нович Чері́нько (9 (22) липня 1908, Деньги, Полтавська губернія, Російська імперія (нині Золотоніський район, Черкаська область, Україна)) — † 6 жовтня 1948, Ашгабат, Туркменська РСР, СРСР) — український і туркменський маляр і педагог. Заслужений діяч мистецтв Туркменської РСР (1944).

## Біографія
Народився 9 (22) липня 1908 у с. Деньги, Полтавська губернія, Російська імперія (нині Золотоніський район, Черкаська область, Україна).
Закінчив Київський художній інститут (нині Національна академія образотворчого мистецтва і архітектури) — навчався у 1925—1931 роках, був учнем Федора Кричевського та Віктора Пальмова.
Працював у Києві, згодом — у Москві. Навесні 1933 року Іван Черінько виїхав до Туркменістану, яка стала для нього другою батьківщиною.
Згадуючи перші дні перебування на Сході, художник говорив: «Туркменія мене полонила своєю мальовничістю та яскравістю». Жив у столиці Туркменської ССР Ашхабаді (нині Ашгабат).
У ті часи досягло досконалості національне декоративно-прикладне мистецтво — створювалися високохудожні зразки одягу, ювелірних виробів, вражали різноманіттям орнаментальні мотиви килимів, вишивки. Але образотворче мистецтво тільки-но зароджувалося. Черінько заснував «Об'єднання художників Туркменістану», згуртувавши навколо себе молодих митців — здебільшого випускників і викладачів «Ударної школи мистецтв Сходу».
1933 року з ініціативи Черінька в Ашхабаді відкривається перше художнє училище — Туркменське художнє училище імені Шота Руставелі. До 1936 року та в 1938—1940 роках Черінько викладав у ньому. Серед учнів: Євгенія Адамова — народний художник Туркменської РСР (1964), яка стала дружиною Черінька.
Був головою правління Спілки художників Туркменістану (1938, 1945—1948).
Трагічно загинув у ніч з 5 на 6 жовтня 1948 року — під час Ашхабадського землетрусу.

## Творчість
Твори Черінька переважно присвячені Туркменістану. Його вважають засновником туркменського образотворчого мистецтва. Художник ґрунтовно підходив до створення живописних полотен: вивчав історію і побут Туркменістану, збирав матеріал для своїх робіт, писав етюди.
Черінько був майстром портрету. Він прагнув розкривати характер людини через втілення її внутрішнього світу. Роботи художника вирізняються монументальністю композиції, широким почерком, своєрідним колоритом.
Твори художника зберігаються в Туркменському державному музеї образотворчого мистецтва (нині — Національний музей образотворчого мистецтва Туркменістану). Невелика частина творчої спадщини Черінька — 13 робіт — представлена в Черкаському обласному художньому музеї.
- Історичні картини:
  - «Підпільна друкарня в Ашхабаді» (1940).
  - «Бай. Влада заможного» (1940).
  - «Продаж вдови» (1939—1947).
- Жанрові картини:
  - «Прорив греблі» (1937).
  - «Джигіти» (1944—1946).
- Портрети:
  - старого туркмена (1938),
  - дружини,
  - туркменського письменника, актора, режисера Алти Карлієва (1947),
  - Героя Соціалістичної Праці О. Єрсарієва (1947).
- Ліричні краєвиди:
  - «Весна в Багірі» (1947).

Серед творів, написаних в Україні:
- «Кузня» (1928).